# Premiile César 2011
Premiile César 2011, reprezentând cea de-a 36-a ediție a ceremoniilor César, prezentată de Academia de artă și tehnică cinematografică (Académie des Arts et Techniques du Cinéma), a avut loc la data 25 februarie 2011, în Paris, Franța, pentru a celebra și premia filmele realizate în 2010. Ceremonia a fost prezidată de Jodie Foster și prezentată de Antoine de Caunes. Audiența a fost entuziasmată de prezența actriței Olivia de Havilland, invitata de onoare a festivalului, primind-o cu ovații în picioare.

## Câștigătorii și nominalizații

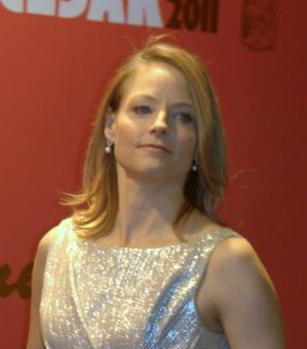
Jodie Foster, președinta ceremoniei

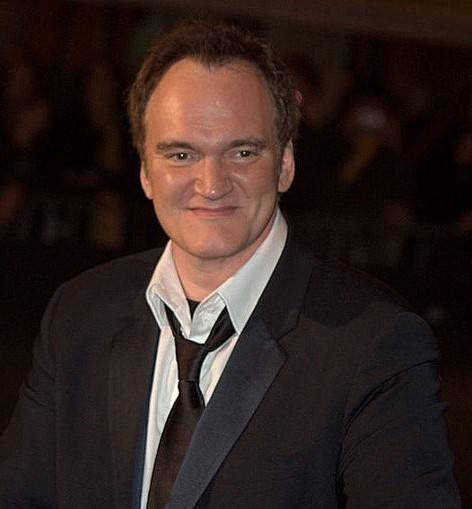
Quentin Tarantino, recompensat cu un premiu César Onorific

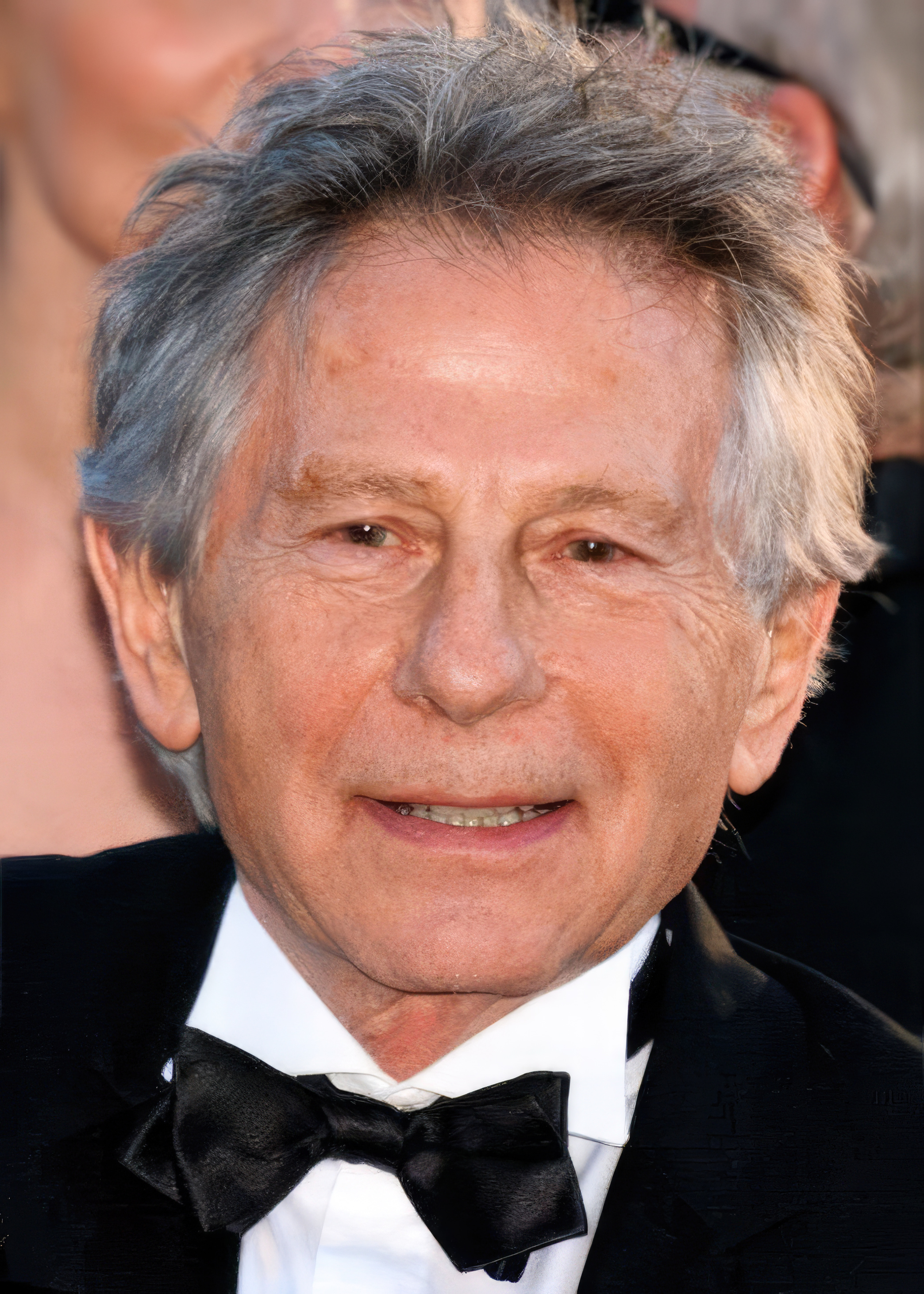
Roman Polanski, câștigătorul premiului pentru cel mai bun regizor

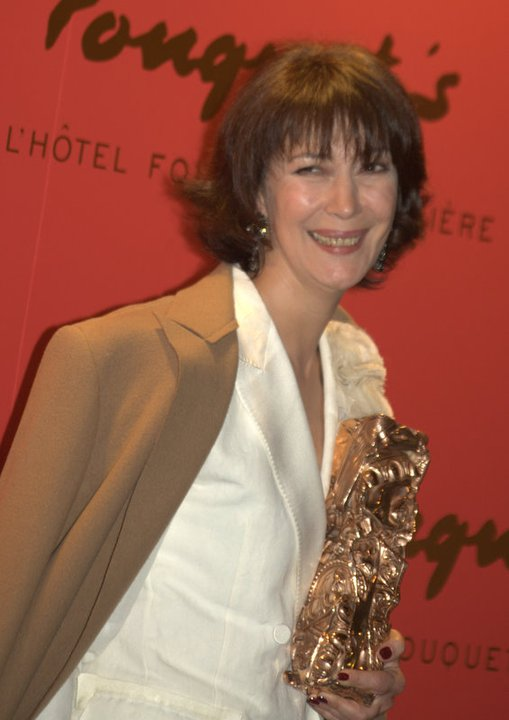
Anne Alvaro, câștigătoarea premiului pentru cea mai bună actriță în rol secundar

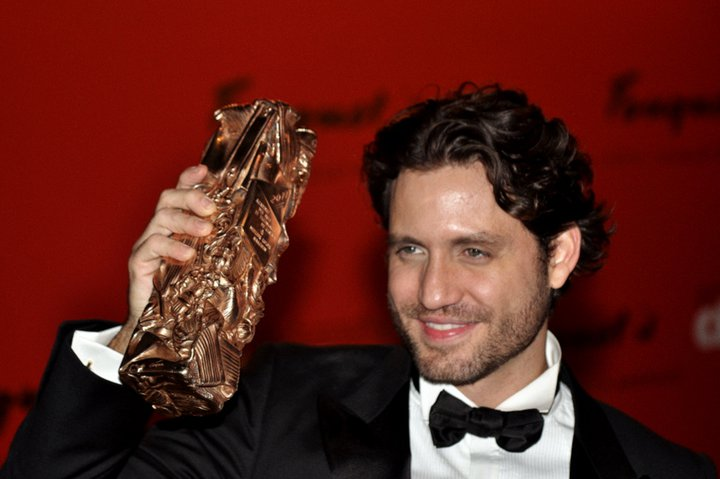
Edgar Ramirez, câștigătorul premiului pentru cel mai promițător actor

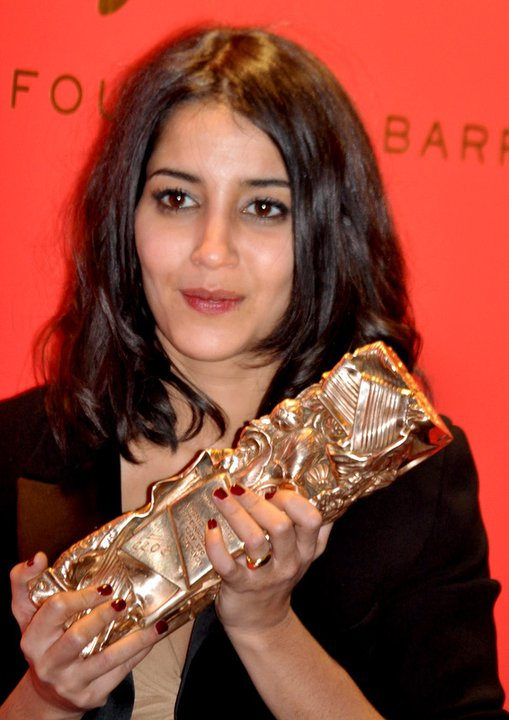
Leïla Bekhti, câștigătoarea premiului pentru cea mai promițătoare actriță

| Cel mai bun film (prezentat de Jodie Foster) Des hommes et des dieux (Despre oameni și dumnezei) - Gainsbourg: A Heroic Life - Heartbreaker - The Names of Love - Mammuth - On Tour - The Ghost Writer | Cel mai bun regizor (prezentat de Nathalie Baye) Roman Polanski – Scriitorul din „umbră”) - Mathieu Amalric – On Tour - Olivier Assayas – Carlos - Xavier Beauvois – Despre oameni și dumnezei - Bertrand Blier – The Clink of Ice |
| Cel mai bun actor (prezentat de Valérie Lemercier) Éric Elmosnino – Gainsbourg: A Heroic Life - Gérard Depardieu – Mammuth - Romain Duris – Heartbreaker - Jacques Gamblin – The Names of Love - Lambert Wilson – Despre oameni și dumnezei                                                                                          | Cea mai bună actriță (prezented by François Cluzet) Sara Forestier – The Names of Love - Isabelle Carré – Romantics Anonymous - Catherine Deneuve – Potiche - Charlotte Gainsbourg – The Tree - Kristin Scott Thomas – Sarah's Key |
| Cel mai bun actor (rol secundar) (prezentat de Mélanie Thierry) Michael Lonsdale – Despre oameni și dumnezei - Niels Arestrup – The Big Picture - Francois Damiens – Heartbreaker - Gilles Lellouche – Little White Lies - Olivier Rabourdin – [Despre oameni și dumnezei]]                                                          | Cea mai bună actriță (rol secundar) (prezentat de Guillaume Gallienne) Anne Alvaro – The Clink of Ice - Valérie Bonneton – Little White Lies - Laetitia Casta – Gainsbourg: A Heroic Life - Julie Ferrier – Heartbreaker - Karin Viard – Potiche |
| Cel mai promițător actor (prezentat by Emmanuelle Seigner) Edgar Ramirez – Carlos - Arthur Dupont – Bus Palladium - Grégoire Leprince-Ringuet – The Princess of Montpensier - Pio Marmai – Living on Love Alone - Raphaël Personnaz – The Princess of Montpensier                                                                    | Cea mai promițătoare actriță (prezentat de Pascal Elbé) Leïla Bekhti – Tout ce qui brille - Anais Demoustier – Living on Love Alone - Audrey Lamy –, Tout ce qui brille - Léa Seydoux – Belle Épine - Yahima Torres – Black Venus |
| Cel mai bun scenariu (prezentat de Emmanuelle Béart) The Names of Love – Baya Kasmi, Michel Leclerc - On Tour – Mathieu Amalric, Marcelo Novais Teles, Philippe Di Folco, Raphaëlle Valbrune - Le Bruit des glaçons – Bertrand Blier - Of Gods and Men – Étienne Comar, Xavier Beauvois - Mammuth – Benoît Delépine, Gustave Kervern | Cea mai bună adaptare (prezentat de Emmanuelle Béart) The Ghost Writer – Robert Harris, Roman Polanski - The Tree – Julie Bertuccelli - The Princess of Montpensier – Jean Cosmos, Francois-Olivier Rousseau, Bertrand Tavernier - The Big Picture – Éric Lartigau, Laurent de Bartillat - Potiche – Francois Ozon |
| Cel mai bun debut (film) (prezentat de Roman Polanski) Gainsbourg: A Heroic Life - Heartbreaker - Lights Out - Turk's Head - Tout ce qui brille | Cea mai bună imagine - Caroline Champetier – Despre oameni și dumnezei - Christophe Beaucarne – On Tour - Pawel Edelman – The Ghost Writer - Bruno de Keyzer – The Princess of Montpensier - Guillaume Schiffman – Gainsbourg: A Heroic Life |
| Cel mai bun montaj (prezentat de Elsa Zylberstein și Vincent Pérez) - Hervé de Luze – The Ghost Writer - Luc Barnier – Carlos - Annette Dutertre – On Tour - Marie-Julie Maille – Despre oameni și dumnezei - Marilyne Monthieux – Gainsbourg: A Heroic Life                                                                         | Cel mai bun sunet (prezentat de Elsa Zylberstein și Vincent Pérez) Daniel Sobrino, Jean Goudier, Cyril Holtz – Gainsbourg: A Heroic Life - Philippe Barbeau, Jerome Wiciak, Florent Lavallee – Oceans - Jean-Marie Blondel, Thomas Desjonquieres, Dean Humphreys – The Ghost Writer - Jean-Jacques Ferran, Vincent Guillon, Éric Bonnard – Despre oameni și dumnezei - Olivier Mauvezin, Séverin Favriau, Stéphane Thiebaut – On Tour |
| Cea mai bună muzică (prezentat de Charlotte Le Bon) Alexandre Desplat – The Ghost Writer - Bruno Coulais – Oceans - Grégoire Hetzel – The Tree - Delphine Mantoulet, Tony Gatlif – Korkoro - Yarol Poupaud – Bus Palladium - Philippe Sarde – The Princess of Montpensier                                                            | Cele mai bune costume (prezentat de Elisa Sednaoui) Caroline De Vivaise – The Princess of Montpensier - Olivier Beriot – The Extraordinary Adventures of Adèle Blanc-Sec - Pascaline Chavanne – Potiche - Alexia Crisp-Jones – On Tour - Marielle Robaut – Despre oameni și zei |
| Cele mai bune decoruri Hugues Tissandier – The Extraordinary Adventures of Adèle Blanc-Sec - Michel Barthelemy – Despre oameni și dumnezei - Guy-Claude Francois – The Princess of Montpensier - Albrecht Konrad – The Ghost Writer - Christian Marti – Gainsbourg: A Heroic Life                                                    | Cel mai bun scurt metraj (documentar) (prezentat de Jean-Paul Rouve) Oceans - Benda Bilili! - Cleveland vs. Wall Street - Into Our Own Hands - Yves Saint Laurent - Pierre Bergé, l'amour fou |
| Cel mai bun scurt metraj (animație) (prezentat de Élie Semoun) The Illusionist - Arthur 3: The War of the Two Worlds - The Man in the Blue Gordini - Logorama - A Cat in Paris | Cel mai bun scurt metraj (prezentat de François Damiens) Logorama - Monsieur l'Abbé - Petit Tailleur - Une pute et un poussin - Un Transport en Commun |
| Cel mai bun film străin (prezentat de Virginie Efira and Tomer Sisley) The Social Network - Heartbeats - Bright Star - The Secret in Their Eyes - Illegal - Inception - Invictus | |
| César onorific (prezentat de Diane Kruger și Christoph Waltz) Quentin Tarantino | |
| Prix Daniel Toscan du Plantier Yaël Fogiel and Laetitia Gonzalez | |

## Filme cu multiple nominalizări și premii
| Nominalizare                                    | Film                        |
| ----------------------------------------------- | --------------------------- |
| 11                                              | Of Gods and Men             |
| 8                                               | The Ghost Writer            |
| 8                                               | Gainsbourg: A Heroic Life   |
| 7                                               | On Tour                     |
| 7                                               | The Princess of Montpensier |
| 5                                               | Heartbreaker                |
| 4                                               | The Names of Love           |
| 4                                               | Potiche                     |
| 3                                               | Mammuth                     |
| 3                                               | Carlos                      |
| 3                                               | The Tree                    |
| 3                                               | Tout ce qui brille          |
| 3                                               | Oceans                      |
| 3                                               | The Clink of Ice            |
| 2                                               |                             |
| Little White Lies                               |                             |
| The Big Picture                                 |                             |
| Living on Love Alone                            |                             |
| Bus Palladium                                   |                             |
| The Extraordinary Adventures of Adèle Blanc-Sec |                             |
| Logorama                                        |                             |

| Premii | Film                      |
| ------ | ------------------------- |
| 4      | The Ghost Writer          |
| 3      | Of Gods and Men           |
| 3      | Gainsbourg: A Heroic Life |
| 2      | The Names of Love         |

## Audiență
Ceremonia a fost urmărită în direct de circa 2,9 milioane de telespectatori, ceea ce corespunde cu 14.5% din audiența din Franța.